# Achille Grandi
Achille Grandi (Como, 24 agosto 1883 – Desio, 27 settembre 1946) è stato un politico e sindacalista italiano, cofondatore della CIL e della CGIL, deputato prima del Partito Popolare Italiano e poi della Democrazia Cristiana, fondatore e primo presidente delle ACLI.

## Biografia
Iniziò a lavorare nel 1894, a soli 11 anni come apprendista tipografo, e questa esperienza segnò la sua maturazione.  Nel 1906  si sposò con Maria Croato. Fervente cristiano, si adoperò per organizzare le masse cattoliche secondo le indicazioni della enciclica Rerum Novarum di papa Leone XIII. La presenza nelle zone di Como delle organizzazioni del Partito Socialista Italiano lo sollecitò ad impegnarsi nelle nascenti organizzazioni sindacali cattoliche. Dal 1907  al 1914 fu segretario della direzione diocesana di Como dell'Unione Popolare fra i Cattolici d'Italia che era succeduta all'Opera dei congressi, che aveva operato in Italia dal 1874 al 1904. Durante questo periodo frequentò la "Scuola superiore cattolica di scienze sociali ed economiche" di Bergamo conseguendo una preparazione culturale di tipo universitario.
Contrario al Patto Gentiloni, nel 1914, in contrasto con il Vescovo di Como, Mons. Alfonso Archi, si impegnò sia nella Direzione delle Opere Cattoliche di Como che nella Lega cattolica del lavoro di Monza, assumendo anche la carica di vicepresidente del Sindacato Italiano Tessile (SIT), sindacato che aveva contribuito a far nascere nel 1908. Nel 1918 diventò presidente del SIT  ed entra nell'esecutivo nella Confederazione italiana dei lavoratori (CIL), la neonata  organizzazione sindacale cattolica, guidata dal presidente  Giovanni Gronchi fino al 1922.  Grandi guiderà la CIL 1922 al 1926, che  raggiungerà  quasi due milioni di iscritti.  Nel 1919 fu tra i fondatori del Partito Popolare e fu eletto deputato nelle sue liste nella provincia di Como.

### L'antifascismo
Grandi capì subito, diversamente da altri ambienti del mondo cattolico, la gravità della Marcia su Roma. Subito dopo il primo discorso di Mussolini, Grandi espresse pesanti giudizi in merito sia all'umiliazione del Parlamento che alle evidenti tendenze dittatoriali. Successivamente difese con forza le organizzazioni cattoliche dalle minacce delle Corporazioni Fasciste e nel 1926 lui decise, pur di non scendere a patti, di sciogliere la CIL prima della pubblicazione ufficiale del decreto del governo fascista.
Fu anche critico anche nei confronti dell'Istituto Cattolico per le Attività Sociali (ICAS) per le tiepide posizioni che assunse con il regime. La sua intransigenza lo portò al rifiuto di ogni collaborazione e collusione con il regime fascista e così, dal 1926 al 1944, si guadagnò da vivere ri-svolgendo l'attività di tipografo presso il  "Pontificio Istituto delle Missioni Estere" di Via Monte Rosa a Milano.

### Il Patto di Roma, la CGIL e le ACLI

I vertici della CGIL unitaria Oreste Lizzadri (PSI), Achille Grandi (DC) e Giuseppe Di Vittorio (PCI) nel 1945

Nel 1943, dopo la caduta del regime, il generale Pietro Badoglio lo nominò Commissario straordinario della Confederazione dei Lavoratori dell'Agricoltura. Partecipò attivamente nella stesura del Patto di Roma, che fu il risultato dell'incontro delle tre storiche componenti politiche e sindacali per la ricostituzione del sindacato democratico ed unitario della Confederazione generale italiana del lavoro (CGIL), elaborato da Giuseppe Di Vittorio per i comunisti, Bruno Buozzi per i socialisti e da Achille Grandi per i cattolici.
La morte impedì a Buozzi di firmare il testo definitivo del Patto, che fu sottoscritto in effetti il 9 giugno 1944, ma, per onorare la sua memoria e ricordare il suo impegno nelle trattative che resero possibile l'accordo, nel testo venne apposta la data di quello che si riteneva il suo ultimo giorno di vita: 3 giugno 1944.
Il ruolo di co-Segretario generale della CGIL e di firmatario del Patto di Roma, assieme a Di Vittorio e Grandi, fu assunto dal sindacalista socialista Emilio Canevari, poi sostituito da Oreste Lizzadri.
Grandi, contemporaneamente al progetto dell'unità sindacale, fondò il 28 agosto 1944 le Associazioni Cristiane Lavoratori Italiani (ACLI), diventandone (per soli 6 mesi) il primo presidente nazionale. Secondo Grandi le ACLI dovevano assolvere il compito di rappresentare e formare le coscienze dei cattolici all'interno della CGIL unitaria.
Aderì al partito della Democrazia Cristiana, fu nominato membro della prima Direzione Nazionale come componente della corrente di sinistra che faceva capo a Giovanni Gronchi, ed eletto Deputato nella Assemblea costituente.